# Heiligenblut am Großglockner
Heiligenblut am Großglockner est une commune autrichienne du district de Spittal an der Drau dans le nord-ouest du land de Carinthie. C'est un village d'altitude et une destination touristique au pied du Grossglockner, le plus haut sommet d'Autriche, et du glacier de Pasterze, ainsi qu’une station de ski. Heiligenblut est également le point de départ de la Haute route alpine du Grossglockner.

## Géographie

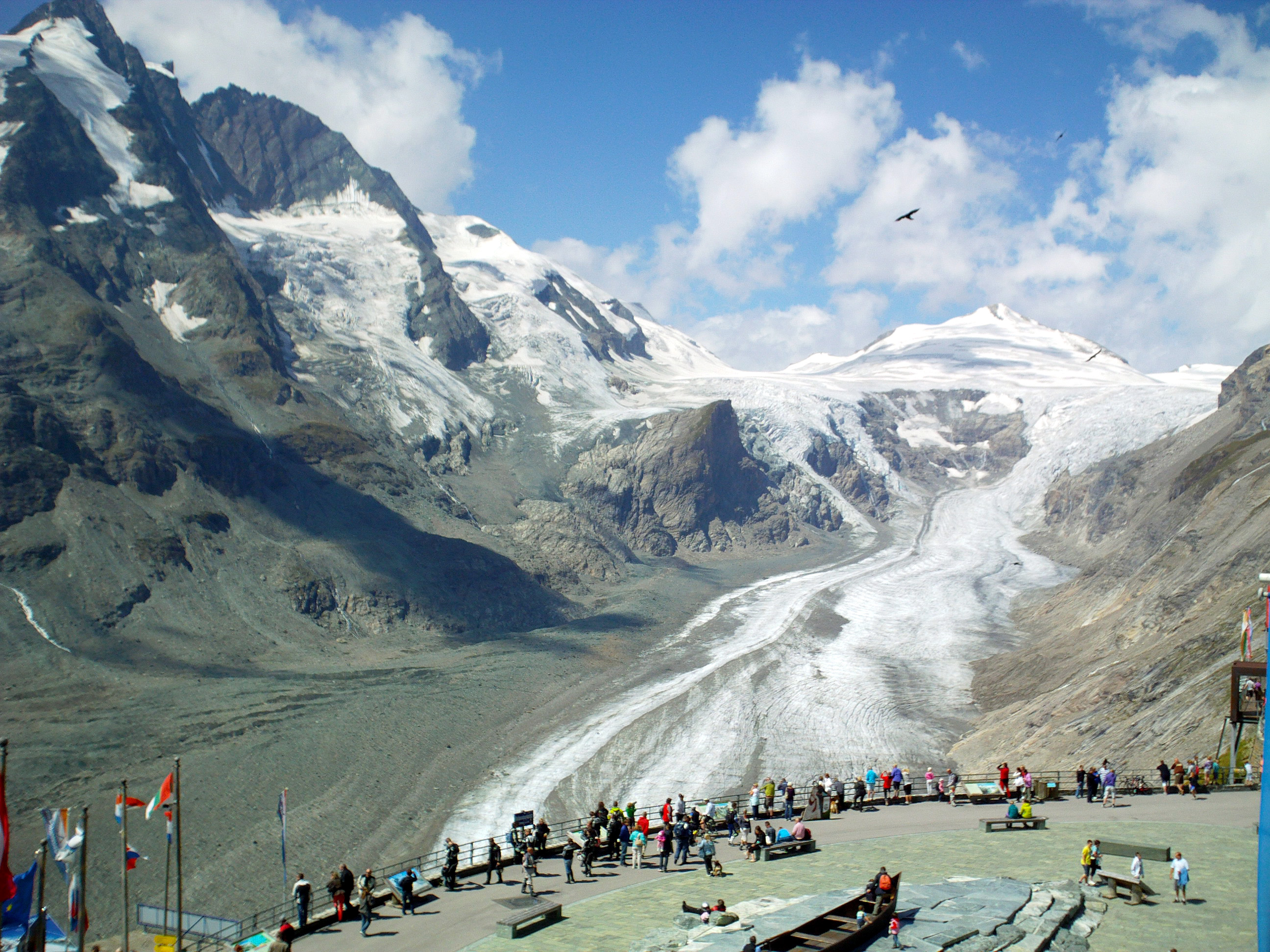
Le point de vue Kaiser-Franz-Josefs-Höhe

Heiligenblut se trouve à une altitude de 1 288 m au pied du massif du Grossglockner, le point culminant de la chaîne des Hohe Tauern d'une altitude qui atteint les 3 798 m. Ce sommet fut gravi pour la première fois en 1800 depuis le village. La rivière Möll prend sa source à proximité de Heiligenblut, à une altitude de 2 500 m, et se jette 84 km plus loin dans la Drave. La commune communique sur le fait qu'il s'agirait du « plus beau village d'Autriche ».
Le village est situé sur le territoire du parc national des Hohe Tauern, le plus vaste parc national du pays. Le grand glacier du Pasterze - le plus long des Alpes orientales avec 9 km - est situé à quelques kilomètres en amont du village, et peut être admiré depuis la route ainsi que depuis le point de vue de Kaiser-Franz-Josefs-Höhe (2 451 m). Le funiculaire Grossglockner Gletscherbahn permet de se rapprocher du glacier sans trop d'efforts.
Heiligenblut est le point de départ, depuis le sud, de la Haute route alpine du Grossglockner (Großglockner-Hochalpenstraße), qui mène vers le land de Salzbourg, d'une longueur de 48 km. Il s'agit de la deuxième attraction touristique d'Autriche. Chaque année est organisé le Großglockner-Berglauf, une course à pied de montagne accueillant près de 1 000 participants.

## Historique

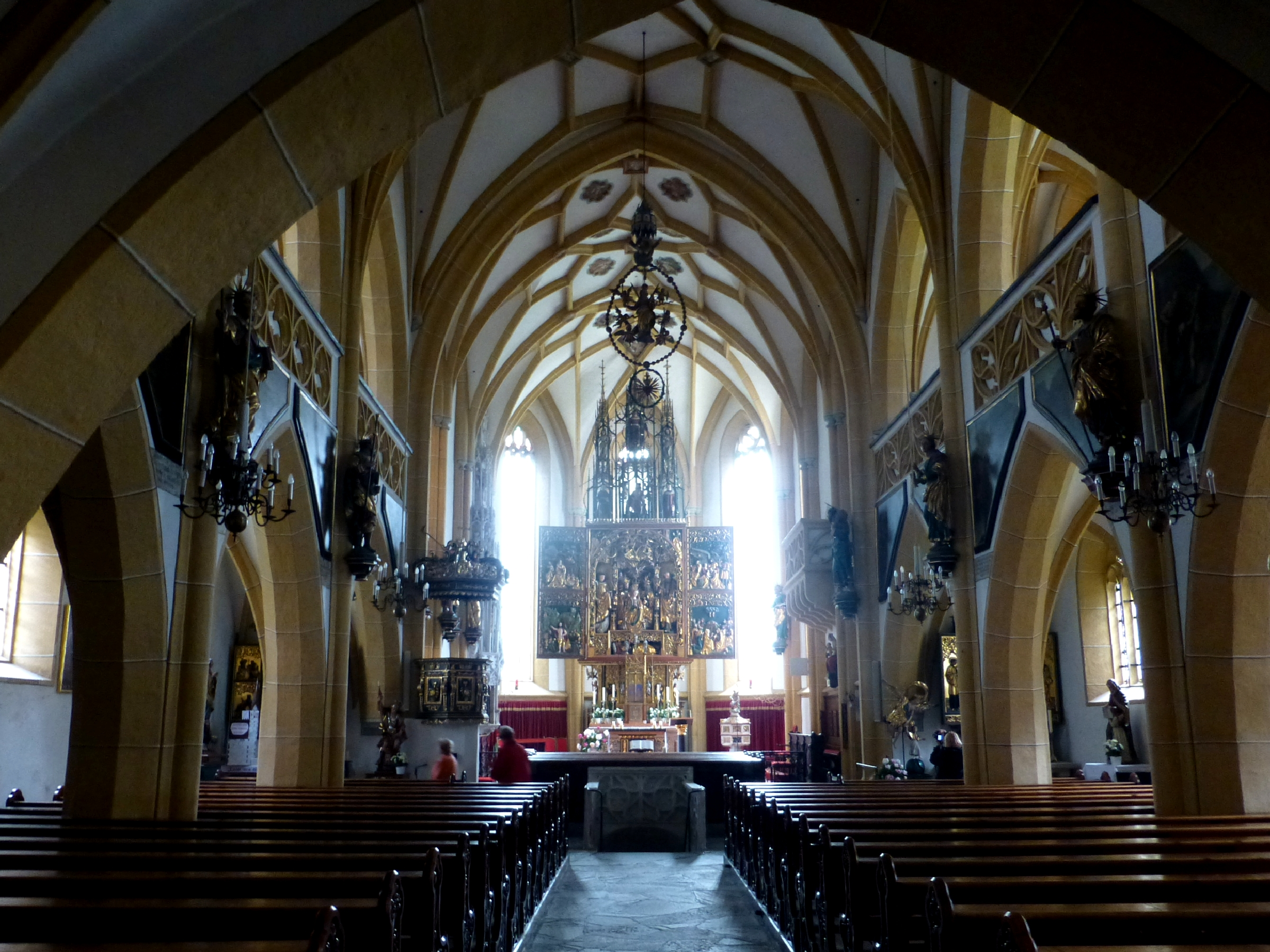
L'intérieur de l'église

Le nom de Heiligenblut (« Saint-Sang ») s'inspire de la légende d'un chevalier danois appelé Briccius, qui en l'an 914 sur le chemin du retour de la cour impériale en Constantinople a été emporté par une avalanche. Il portait un flacon du Sang du Christ et son cadavre fut retrouvé quand trois épis dressés se sont épanouies de la reliquie.
Le flacon est aujourd'hui conservé à l'église paroissiale, une construction gothique édifiée au XVe siècle sur la base d'une ancienne chapelle et dédiée à Saint Vincent.
Vers la fin du XIXe siècle, Heiligenblut devint un lieu de villégiature (Sommerfrische), et à partir des années 1930 une station de sports d'hiver. Cela tient en grande part à l'ouverture de la route de Grossglockner en 1935.

## Jumelage
La municipalité de Heiligenblut est jumelée avec :
- Sodankylä (Finlande) depuis 1979

## Domaine skiable
La station de ski de Heiligenblut - Grossglockner dispose du quatrième domaine skiable le plus vaste de Carinthie (après les domaines de Nassfeld, Bad Kleinkirchheim et Katschberg). Les pistes y ont la particularité d'être tracées dans un cadre sévère de haute montagne dénué de végétation, ce qui est peu commun pour la Carinthie. Les remontées mécaniques sont en grande majorité situées au-delà de la limite de la forêt, ce qui permet une réelle pratique du ski freeride (près de 25 ha. de ski hors-pistes). Il est à noter que malgré la faiblesse des débits des remontées mécaniques, il n'y a guère de files d'attente. Cela est sans doute explicable par une fréquentation raisonnable liée à l'isolement relatif de la station, située au plus profond de la vallée de la Möll.
Les pistes y sont longues et en général bien entretenues. Elles offrent jusqu'à 1 500 m de dénivelé. Elles sont situées sur les pentes de deux montagnes. Le Schareck (2 602 m) est relié directement depuis le village, au moyen d'une télécabine relativement moderne. Une vue splendide sur le sommet du Grossglockner y est offerte par temps dégagé. Le Gjaidtroghöhe est quant à lui le sommet du domaine (2 989 m). Excentré par rapport au reste du domaine skiable, il est relié soit par un itinéraire à déconseiller aux skieurs non confirmés, soit grâce au chemin de fer-tunnel de Fleissalm, un téléphérique pulsé souterrain unique au monde disposant d'un très faible débit et imposant des files d'attente assez méconnues sur les autres remontées de la station. Le sommet du domaine est difficilement relié par un téléski à déconseiller aux débutants. Le retour s'effecte soit par une piste rouge balayée par le vent, soit par un itinéraire par définition hors-piste mais assez fréquenté, et bosselé. Le secteur du Fallbühel, situé en partie sur le tracé non déneigé de la Haute route alpine du Grossglockner, offre quant à lui des dénivelés plus réduits ainsi que des pistes relativement moins intéressantes. La piste noire le rejoignant depuis le sommet du Schareck est la plus raide de Carinthie.
Malgré une altitude élevée, l'enneigement n'est pas toujours d'excellente qualité, et peut s'avérer même insuffisant à partir de mars.
La station est membre des regroupements de stations de ski SunnyCard et TopSkiPass Kärnten & Osttirol.
De nombreux sommets culminant au-delà de 3 000 m peuvent être atteints en ski de randonnée depuis les divers points du domaine skiable. Une cascade de glace artificielle est également organisée en hiver par le bureau local des guides de haute montagne.
Une piste de luge (Rodelbahn Ponwald) de 1,2 km, éclairée tous les soirs, une patinoire ainsi qu'une piste de curling complètent l'offre touristique.
Un skibus circule dans le village. Il n'existe pas de parking gratuit directement dans la station ou aux pieds de la télécabine Rossbach principale. Par conséquent, il est recommandé de se garer aux pieds de la télécabine Schareck, située au niveau de la gare de péage de la Haute route alpine du Grossglockner : les barrières y sont ouvertes en permanence en hiver.

## Galerie

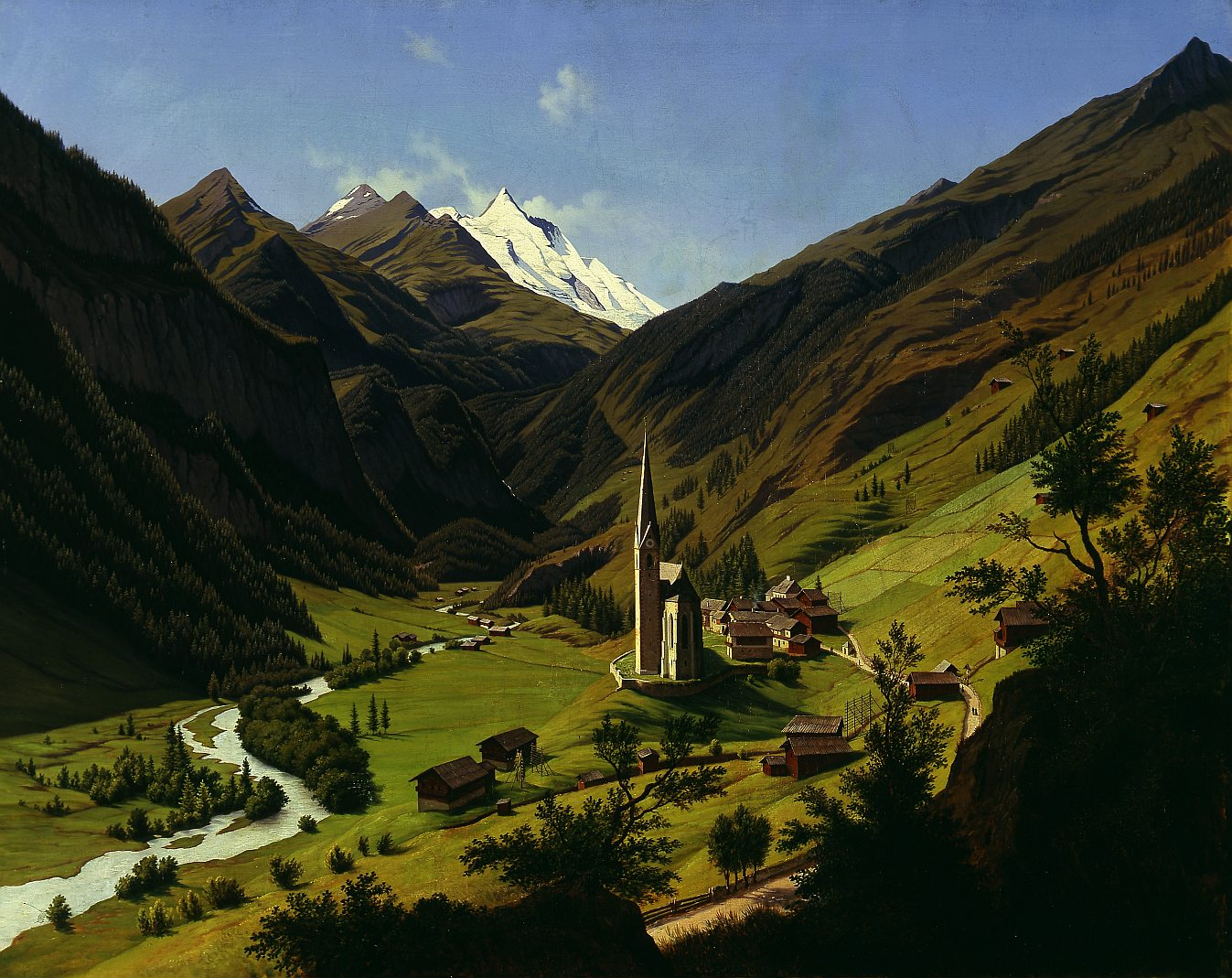
Hubert Sattler : Le village d'Heiligenblut et le Grossglockner en arrière plan (vers 1860)